# IRF2
 Регуляторный фактор интерферона 2  — белок, который у человека кодируется геном IRF2.

## Функция
IRF2 кодирует регуляторный фактор интерферона 2, члена семейства регуляторных факторов транскрипции интерферона (IRF). IRF2 конкурентно подавляет IRF1-опосредованную активацию транскрипции интерферонов альфа и бета, и, вероятно, других генов, которые используют IRF1 для активации транскрипции. Тем не менее, IRF2 также функционирует как активатор транскрипции в гистоне Н4.

## Взаимодействия
IRF2, как было выявлено, взаимодействует с BRD7, EP300 и PCAF.